# Megumi Nakajima

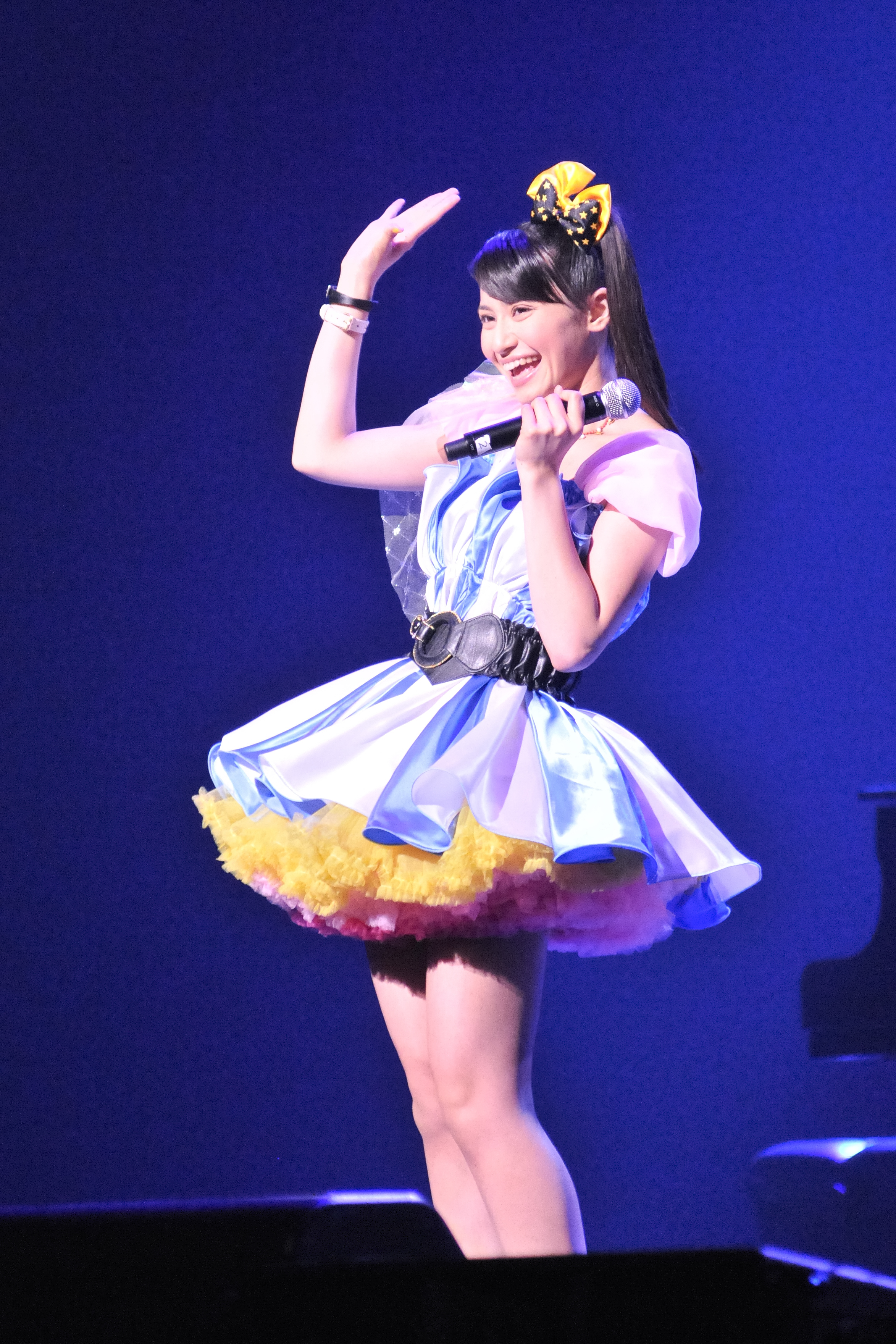
Megumi Nakajima (2010)

Megumi Nakajima (japanisch 中島 愛, Nakajima Megumi; * 5. Juni 1989 in der Präfektur Ibaraki, Japan) ist eine Seiyū und Sängerin japanisch-philippinischer Abstammung. Ihre Karriere begann im Jahr 2007 mit dem Erfolg als Seiyū der japanischen Anime-Fernsehserie Macross Frontier mit der dortigen Titelrolle Ranka Lee. Megumi Nakajima steht bei der Talentagentur Stardust Promotion unter Vertrag.

## Karriere
Nakajimas Karriere begann, als sie im August 2007 nach einem landesweiten Casting für die Titelrolle zur Anime-Fernsehserie Macross Frontier ausgewählt wurde, die – für Titelrollen zu Serien und Filmen des Macross-Serien- und Filmuniversums üblich – sowohl Dialog als auch Gesangseinlagen erforderte.
Nach dem Ende der Serie Macross Frontier, für deren Gesangseinlagen sie im März 2009 die Auszeichnung der besten Gesangsperformance der 3. Seiyū-Awards erhielt, übernahm sie mit der Figur Citron einen Auftritt in der Fernsehserie Basquash!. Weitere Hauptrollen erhielt sie in der Anime-Fernsehserie und OVA Akikan! und der Anime-Fernsehserie Kobato.
Am 26. Juni 2009 erschien mit Megpoid eine Vocaloid-Software mit ihrem Gesangsstimmendatensatz.

### Synchronrollen
Haupt- und Titelrollen sprach sie in folgenden Serien und Filmen ein:
| Serie                                  | Rollenname                 |
| -------------------------------------- | -------------------------- |
| Macross Frontier                       | Ranka Lee (Debüt)          |
| Macross Frontier – Itsuwari no Utahime | Ranka Lee                  |
| Kämpfer                                | Kaede Sakura               |
| Kobato.                                | Chiho Mihara, Chise Mihara |
| Akikan!                                | Miku                       |
| Pokémon                                | Kotone (D/P 143 – 147)     |

### Diskografie

#### Kompilationen
Im Zuge ihrer Debüt-Sprechrolle als Ranka Lee wurden die unterschiedlichen, von Megumi Nakajima intonierten Gesangsstücke im Zuge der Soundtrack-Veröffentlichungen dem Publikum zugänglich gemacht. Hierzu gehörten die zwei Soundtrack-Alben Macross Frontier O.S.T. 1 Nyan FURO. und Macross Frontier O.S.T.2 Nyan TORA., das Soundtrack-Doppelalbum Macross Frontier Vocal Collection Nyan Tama und verschiedene Singles. In diesen Veröffentlichungen wird ihr Name gleichrangig mit dem der Figur genannt und als „Ranka Lee=Nakajima Megumi“ aufgelistet. Unter dieser Interpretenbezeichnung erschien auch die Singleauskopplung Seikan Hikō (星間飛行), die als insgesamt vierte mit 34.501 verkauften Kopien in der ersten Verkaufswoche Platz 5 in den japanischen Oricon-Singlecharts erreichte. Auch die nachfolgende Single mit dem Titel Lion, auf der sie gemeinsam mit May’n zu hören ist und deren titelgebendes Lied für den zweiten Vorspann der Fernsehserie Macross Frontier verwendet wurde, erreichte mit insgesamt 56.000 verkauften Einheiten innerhalb der ersten Verkaufswoche Platz 3 in den Oricon-Singlecharts.

#### Singles
Ihre erste eigene Maxi-Single Tenshi ni Naritai (jap. 天使になりたい) erschien am 28. Januar 2009. Sie war insgesamt 5 Wochen in den Oricon-Charts und erreichte Platz 13. Am 11. März 2009 folgte Nostalgia (jap. ノスタルジア) mit 6 Wochen in den Charts und Platz 18. Das dritte Stück auf der Single ging aus einer Umfrage hervor, welches Macross-Stück von Ranka Lee gecovert werden soll. Die Wahl fiel dabei auf Tenshi no Enogu von Mari Iijima, das diese als letztes in ihrer Rolle als Lynn Minmay im Kinofilm The Super Dimension Fortress Macross: Do You Remember Love? sang. Für den Anime Kobato. sang sie das Abspannthema Jellyfish no Kokuhaku (ジェリーフィッシュの告白), das am 9. Dezember 2009 als Single erschien. Diese erreichte Platz 26 und war 3 Wochen in den Chart.

### Radio
Weiterhin führte sie mit Seiyū-Kollegen Kenta Miyake als Moderatorin durch die parallel zur Fernsehserie laufende Web-Radioshow Radio Macross (4. Januar bis 28. März 2008), das von Webradio-Betreiber Onsen gestreamt wurde. Diese wurde am 4. April 2008 ersetzt durch Macross F ○※△ mit ihr, Yūichi Nakamura (Sprecher von Alto Saotome) und Hiroshi Kamiya (Sprecher von Michael Blanc) als Moderatoren, am 3. Oktober in Macross F ○×△ und am 3. April 2009 in Macross F ○☆△ umbenannt. Weitere Radiosendungen mit ihr als Moderatorin waren Naka-Naka-Nakajima Megumi (なかなか中島愛) von April bis Juni 2008, Nakajima Megumi no Shinkaron! (中島愛のシンカロン!) seit Juni 2009 und Radio Kämpfer: Kenji to Ai no Wakuwaku Zōmotsu-Land (賢二と愛のわくわく臓物ランド) seit September 2009.